# Hip Hop Is Dead
Hip Hop Is Dead är ett studioalbum av den amerikanska rap- och hiphopartisten Nas som släpptes den 19 december 2006.

## Låtlista
1. Money Over Bullshit
2. You Can't Kill Me
3. Carry On Tradition
4. Where Are They Now
5. Hip Hop Is Dead
6. Who Killed It?
7. Black Republican
8. Not Going Back
9. Still Dreaming
10. Hold Down the Block
11. Blunt Ashes
12. Let There Be Light
13. Playa On Playa
14. Can't Forget About You
15. Hustlers
16. Hope